# General Dynamics F-16XL
General Dynamics F-16XL là một loại máy bay bắt nguồn từ F-16 Fighting Falcon, nó có kiểu cánh tam giác.

## Tính năng kỹ chiến thuật (F-16XL số 2)

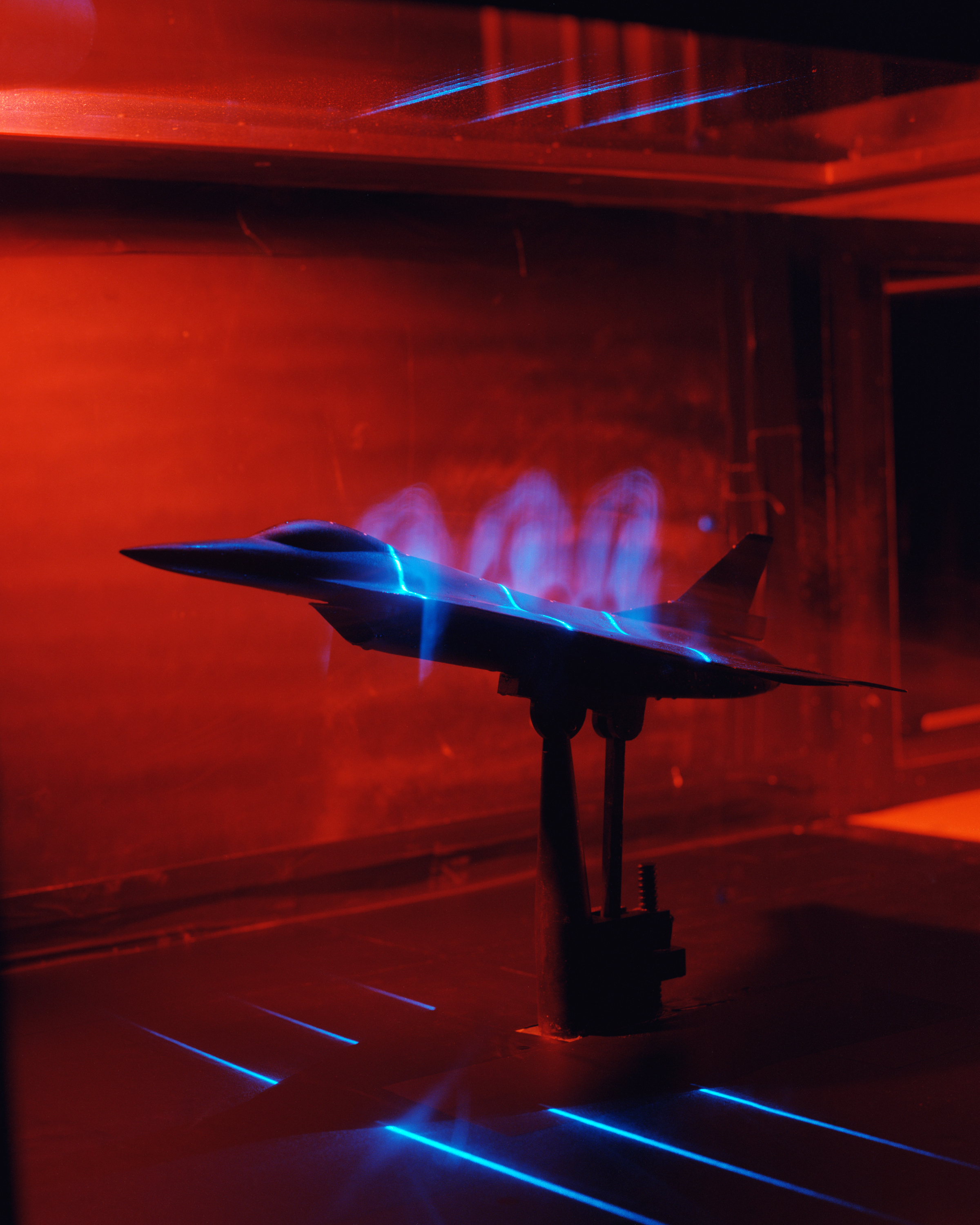

Dữ liệu lấy từ Darling, F-16.net
Đặc điểm tổng quát
- Tổ lái: 1 (XL #1) hoặc 2 (XL #2)
- Chiều dài: 54 ft 2 in (16,51 m)
- Sải cánh: 34 ft 3 in (10,44 m)
- Chiều cao: 17 ft 7 in (5,36 m)
- Diện tích cánh: 646 ft² (60 m²)
- Trọng lượng rỗng: 22.000 lb (9.980 kg)
- Trọng lượng có tải: 48.000 lb (21.800 kg)
- Trọng lượng cất cánh tối đa: 48.000 lb (21.800 kg)
- Động cơ: 1 × General Electric F110-GE-100 
  - Lực đẩy thô: 17.100 lbf (76,3 kN)
  - Lực đẩy khi đốt tăng lực: 28.900 lbf (125 kN)

 Hiệu suất bay 
- Vận tốc cực đại: Mach 2,05 (1.400 mph, 698 m / s)
- Vận tốc hành trình: 600 mph (268 m / s)
- Tầm bay: 2.480 nmi (2.850 mi, 4.590 km)
- Trần bay: 50.000 ft (15.000 m)
- Vận tốc leo cao: 62.000 ft/phút (320 m/s)

Trang bị vũ khí

- Súng: 1× pháo M61 Vulcan (Gatling) 20 mm (0.79 in)
- Giá treo: 17 điểm treo tải được 15.000 lb (6.800 kg)